# Robladillo
Robladillo is een gemeente in de Spaanse provincie Valladolid in de regio Castilië en León met een oppervlakte van 8,85 km². Robladillo telt 95 inwoners (1 januari 2016).

## Demografische ontwikkeling
Bron: INE, 1857-2011: volkstellingen